# Nehalem
Nehalem és una població dels Estats Units a l'estat d'Oregon. Segons el cens del 2000 tenia 203 habitants.

## Demografia
Segons el cens del 2000, Nehalem tenia 203 habitants, 84 habitatges, i 58 famílies. La densitat de població era de 326,6 habitants per km².
Dels 84 habitatges en un 25% hi vivien nens de menys de 18 anys, en un 56% hi vivien parelles casades, en un 10,7% dones solteres, i en un 29,8% no eren unitats familiars. En el 22,6% dels habitatges hi vivien persones soles el 9,5% de les quals corresponia a persones de 65 anys o més que vivien soles. El nombre mitjà de persones vivint en cada habitatge era de 2,42 i el nombre mitjà de persones que vivien en cada família era de 2,88.
Per edats la població es repartia de la següent manera: un 25,1% tenia menys de 18 anys, un 4,4% entre 18 i 24, un 24,1% entre 25 i 44, un 24,1% de 45 a 60 i un 22,2% 65 anys o més.
L'edat mediana era de 42 anys. Per cada 100 dones de 18 o més anys hi havia 94,9 homes.
La renda mediana per habitatge era de 40.250$ i la renda mediana per família de 47.679$. Els homes tenien una renda mediana de 30.000$ mentre que les dones 27.813$. La renda per capita de la població era de 15.408$. Aproximadament el 9% de les famílies i el 7,7% de la població estaven per davall del llindar de pobresa.

## Poblacions més properes
El següent diagrama mostra les poblacions més properes.